# Ахокайнен, Сеппо
Сеппо Ахокайнен (фин. Seppo Ahokainen; 19 января 1952, Лауритсала, Кюми — 6 марта 2024) — финский хоккеист (левый центральный нападающий).

## Биография
Родился 19 января 1952 года в Лауритсале. Свою игровую карьеру начал с 1971 года в ХК «Ильвес». Участник ЧМЕ 1972-1974, 1977-1979, 1981, 1982. (64 матча, 15голов), ЗОИ 1976 (6 матчей, 1 гол). Всего принял участие в 162 матчах и забросил 62 шайб в ворота. Был высокоскоростным прямолинейным хоккеистом.
Умер 6 марта 2024 года в возрасте 72 лет.

## Достижения
- Чемпион Финляндии 1972, 1982, 1984, 1986, 1987

## Награды и премии
- Ввод в Зал славы финского хоккея с шайбой[4].